# Hesperantha scopulosa
Hesperantha scopulosa är en irisväxtart som beskrevs av Olive Mary Hilliard och Brian Laurence Burtt. Hesperantha scopulosa ingår i släktet Hesperantha och familjen irisväxter. Inga underarter finns listade i Catalogue of Life.